# Francesco Maria della Rovere (dózse)
Francesco Maria della Rovere (Genova, 1695. február 13. – Genova, 1768. május 23.) a Genovai Köztársaság 168. dózséja, a Della Rovere-család genovai ágának utolsó képviselője.

## Élete

A Della Rovere család nemesi címere

Clemente és Maria Doria egyetlen fia, Genovában született 1695. február 13-án. A kultúrához és a kereskedelmi ügyekhez inkább kötődő arisztokrata keveset adott hozzá a genovai állam aktív politikájához és közigazgatásához. Neve valójában 1746-ban, Genova osztrák megszállása idején bukkan fel először a hadbíróság tagjai között, és bár csekély mértékben volt elkötelezett a genovai ellenállás mellett, felkelésüket felkarolta és előmozdította. Ezt követően több alkalommal az ő alakját választották, néha elnöki tisztséggel, a bőség magisztrátusába, hogy gondoskodjon az alapvető szükségletek kielégítéséről és elfogadhato árukról. A korabeli krónikások pozitívan ítélték meg a nemesember munkásságát, akinek vezetése alatt több alkalommal elkerülte az éhínséget Genova városa és a Riviéra.
1765. január 29-én a Nagytanács 246 igen szavazattöbbséggel megválasztotta Genova új dózséjává – a kétéves egymást követő százhuszonharmadik, a köztársasági történelemben pedig a százhatvannyolcadik dózsénak. a választáson jelen lévő 444 képviselőből. A dózsesége alatt végrehajtott cselekedetei között szerepel az osztrák örökösödési háború éveiben és a hozzá kapcsolódó genovai eseményekben tanúsított hűsége és az intézmények mellett álló új családok felvétele a hivatalokba.
Saját költségén új állagmegóvási és restaurálási munkákat rendelt el a Palazzo Ducaléban, amely a mindenkori dózse kétéves mandatuma alatt rezidenciája és a politikai hatalom székhelye volt a Genovai Köztársaság Fő- és Kistanácsa ülésterme mellett. Jó kapcsolatokat ápolt az Apostoli Szentszékkel is, és római ismeretségeinek köszönhetően támogatta a genovai Niccolò Serra és Lazzaro Pallavicini bíborossá választását.
Miután hivatala 1767. január 29-én véget ért, Francesco Maria della Rovere 1768. május 23-án Genovában hunyt el.
Mivel feleségétől, Caterina Negronétól – az egykori Domenico dózse lányától és más genovai dózsék unokájától – nem született utóda, a Della Rovere genovai nemesi ág kihalt. Francesco Maria della Rovere tulajdonában volt a Villa Gavotti Albisola Superioréban, amelynek bővítési és felújítási munkálatait a tizennyolcadik század második felében ő finanszírozta.

## Fordítás
- Ez a szócikk részben vagy egészben  a   Francesco Maria della Rovere (doge) című olasz Wikipédia-szócikk ezen változatának fordításán alapul.  Az eredeti cikk szerkesztőit annak laptörténete sorolja fel. Ez a jelzés csupán a megfogalmazás eredetét és a szerzői jogokat jelzi, nem szolgál a cikkben szereplő információk forrásmegjelöléseként.

## Bibliográfia
- Sergio Buonadonna. Rosso doge. I dogi della Repubblica di Genova dal 1339 al 1797. De Ferrari Editori (2007. március 19.)